# Ночи полнолуния
Ночи полнолуния (фр. Les Nuits de la pleine lune) — драма-притча режиссёра Эрика Ромера, вышедшая на экраны 29 августа 1984.

## Сюжет
Одиннадцатый полнометражный фильм Ромера, и четвёртый из серии «Комедии и пословицы». Картина иллюстрирует выражение «У кого две женщины, тот душу теряет, у кого два дома, тот разум теряет» (Qui a deux femmes perd son âme, qui a deux maisons perd sa raison), якобы, пословицу шампанского происхождения, на самом деле сочиненную самим Ромером.
Действие происходит с ноября по февраль. Луиза, стажерка в парижском дизайнерском бюро, живёт в новостройке в Марн-Ла-Валле со своим парнем Реми. У неё есть собственная квартира в Париже, которую она сдавала подруге. Та съехала, и теперь Луиза, которой временами хочется отдохнуть в одиночестве, собирается сделать ремонт, чтобы часть свободного времени проводить в столице и развлекаться с друзьями. Реми, не сумевший переубедить подругу, вынужден согласиться с её капризом, хотя он и не в восторге от столичных приятелей Луизы.
Один из друзей девушки, Октав, начинающий литератор, сам человек женатый, безуспешно пытается её соблазнить, приводя разнообразные аргументы в пользу адюльтера, и терзаясь ревностью в отношении Реми и других парней. Однажды, обедая с Октавом в ресторане, Луиза едва не сталкивается с Реми. Переждав в уборной, пока тот не скроется из виду, она возвращается к Октаву, который сообщает, что видел Реми с какой-то девушкой, вероятно, подругой Луизы Камиллой.
Развлекаясь в ночном Париже, Луиза знакомится с новым парнем, Бастьеном, и проводит с ним ночь, впервые изменив Реми. Проснувшись среди ночи, она понимает, что сделала глупость, и сбегает, бросив своего спящего приятеля. Незнакомец в кафе объясняет девушке, что во всем виновато полнолуние, сводящее людей с ума. Вернувшись в Марн-Ла-Валле рано утром, Луиза не застает Реми дома. Появившись через несколько часов, тот объявляет, что тоже ей изменил, но у него с новой знакомой, Марианной, которую Октав и принял в кафе за Камиллу, все серьезно. После короткой истерики Луиза собирает свои вещи и звонит Октаву, предлагая встретиться.

## В ролях
- Паскаль Ожье — Луиза
- Чеки Карио — Реми
- Фабрис Лукини — Октав
- Виржини Тевене — Камилла
- Кристиан Вадим — Бастьен
- Ласло Сабо — рисовальщик в кафе
- Лиза Гарнери — Тина, приходящая няня
- Матье Шифман — друг Луизы, декоратор
- Анн-Северин Лиотар — Марианна
- Эрве Грансар — Бертран, друг Реми

## Создание фильма
Ромер, стремившийся к минимализму и экономии, на этот раз превзошёл сам себя, сняв фильм за половину средней стоимости для французских картин. Действие разворачивается в очень скромных декорациях, но скупой видеоряд компенсируется мастерски написанными диалогами, которые восхищенные критики сравнивают со стихами хокку. Режиссёр потратил значительное время на подготовку к съемкам, дискуссии и предварительные репетиции, которые позволили актерам вжиться в текст и уяснить поставленные перед ними задачи. После долгих споров Ромер согласился внести в диалоги некоторые изменения, позволившие адаптировать текст к манере актерской игры, в частности, в случае Чеки Карио, который снимался у него впервые, но изменить задуманные мизансцены категорически отказался. Вмешательство оператора Ренато Берты позволило уладить споры с актерами. Сами съемки заняли семь недель.

## Награды и номинации
Паскаль Ожье получила приз Вольпи за лучшую женскую роль на 41-м Венецианском кинофестивале.
В том же году лента получила приз как лучший фильм по версии французского синдиката кинокритиков.
Фильм номинировался на премию Сезар в 1985 году в категориях лучший фильм, лучшая режиссура, лучший сценарий, лучшая актриса (Паскаль Ожье) и лучший актер второго плана (Фабрис Лукини).
Успех фильма был омрачен внезапной смертью исполнительницы главной роли, скончавшейся через два месяца после премьеры, от сердечного приступа, накануне своего 26-го дня рождения.

## Критика
Критики приняли картину благожелательно, и до настоящего времени тон их рецензий не изменился. Еженедельник Télérama ставит эту ленту на второе место в пятерке лучших фильмов Ромера. При этом, в попытках обнаружить во внешне довольно незатейливой истории второе философское или символическое дно, интерпретаторы специфического ромеровского киноязыка большого успеха не добились, предлагая гипотезы одну экстравагантнее другой, вплоть до возможности ликантропии у главной героини.
В данном случае также применяется весьма распространенное и почти стандартное сравнение героев Ромера с персонажами Мариво:

Луиза в исполнении Паскаль Ожье — кукла, Коломбина. Октав Фабриса Лукини — тоже марионетка. Вместе они — персонажи из Мариво, хрупкие фигурки, как будто вырезанные их бумаги и говорящие изящным стилем 18-го века— Кушнарева И. Этнолог французского общества номер один
Лейтмотивом большинства рецензий остается сожаление о преждевременной кончине Паскаль Ожье, хрупкая красота которой была подлинным украшением этого фильма.
У публики картина имела относительный успех, став единственной лентой позднего периода ромеровского кинематографа, количество зрителей которой превысило полмиллиона.

## Комментарии
1. ↑  Субтильный интеллектуал Октав обижен тем, что хрупкая Луиза выбирает в партнеры заурядных (по его мнению) крепких молодых парней, «животный тип мужчины», по выражению критика (Кушнарева И. Этнолог французского общества номер один (19 января 2010). Дата обращения: 3 апреля 2016. Архивировано из оригинала 5 февраля 2017 года.)